# Rablócápa-alakúak
A rablócápa-alakúak vagy dajkacápa-alakúak (Orectolobiformes) a porcos halak (Chondrichthyes) osztályának egy rendje. 7 család és 34 faj tartozik a rendbe.

## Rendszerezés
A rend az alábbi családokat és nemeket foglalja magában:
- Brachaeluridae (Applegate, 1974) – 2 nem tartozik a családhoz
  - Brachaelurus (Ogilby, 1907) – 1 faj
    - Vakcápa (Brachaelurus waddi)

  - Heteroscyllium (Regan, 1908) – 1 faj
    - kékes szőnyegcápa (Heteroscyllium colcloughi)

- Ginglymostomatidae (Gill, 1862) – 3 nem tartozik a családhoz
  - Ginglymostoma Müller & Henle, 1837) – 1 faj
    - rozsdás dajkacápa (Ginglymostoma cirratum)

  - Nebrius (Rüppell, 1837) – 1 faj
    - homokszínű dajkacápa (Nebrius ferrugineus)

  - Pseudoginglymostoma (Dingerkus, 1986)
    - Pseudoginglymostoma brevicaudatum

- Bambuszcápa-félék (Hemiscylliidae) (Gill, 1862) – 2 nem tartozik a családhoz
  - Chiloscyllium (Müller & Henle, 1837) – 8 faj
    - arab bambuszcápa (Chiloscyllium arabicum)
    - Chiloscyllium burmensis
    - Chiloscyllium confusum
    - Chiloscyllium dolganovi
    - Chiloscyllium griseum
    - Chiloscyllium hasseltii
    - Chiloscyllium indicum
    - sávos bambuszcápa (Chiloscyllium plagiosum)
    - barnasávos bambuszcápa (Chiloscyllium punctatum)

  - Hemiscyllium (Müller & Henle, 1838) – 5 faj
    - Hemiscyllium freycineti
    - Hemiscyllium hallstromi
    - Szemfoltos bambuszcápa (Hemiscyllium ocellatum)
    - Hemiscyllium strahani
    - Hemiscyllium trispeculare

- Dajkacápafélék (Orectolobidae) Gill, 1896 – 3 nem tartozik a családhoz
  - Eucrossorhinus (Regan, 1908) – 1 faj
    - Eucrossorhinus dasypogon

  - Orectolobus (Bonaparte, 1834) – 4 faj
    - Orectolobus japonicus
    - pettyes dajkacápa (Orectolobus maculatus)
    - Díszes dajkacápa (Orectolobus ornatus)
    - Orectolobus wardi

  - Sutorectus (Whitley, 1939) – 1 faj
    - Sutorectus tentaculatus

- Parascylliidae (Gill, 18629) – 2 nem tartozik a családhoz
  - Cirrhoscyllium Smith & Smith, 1913) – 3 faj
    - Cirrhoscyllium expolitum
    - Cirrhoscyllium formosanum
    - Cirrhoscyllium japonicum

  - Parascyllium (Gill, 1862) – 4 faj
    - Parascyllium collare
    - Parascyllium ferrugineum
    - Parascyllium sparsimaculatum
    - Parascyllium variolatum

- Cetcápafélék más néven rablócápafélék (Rhincodontidae) – 1 nem tartozik a családhoz
  - Rhincodon (Smith, 1828) – 1 faj
    - érdes rablócápa más néven cetcápa (Rhincodon typus)

- Zebracápafélék (Stegostomatidae) (Gill, 1862) – 1 nem tartozik a családhoz
  - Stegostoma (Müller & Henle, 1837) – 1 faj
    - zebracápa (Stegostoma fasciatum)